# 栗原佑
栗原 佑（くりはら たすく/ゆう、1904年5月26日 - 1980年1月4日）は、日本の経済学者、大阪市立大学名誉教授。広島県出身。
1941年、京都帝国大学経済学部卒業。1946年、大阪商科大学助教授、のち大阪市立大学教授。1968年、定年退官、名誉教授。主としてカール・マルクスの研究をした。

## 家族
- 父・栗原基
- 姉・俊子 ‐ 鈴木安蔵の妻
- 妹・暢子 ‐ 渡部義通の妻。のち義通は暢子と別居し、三井礼子と暮らした[1]。

## 著書
- われわれのしごと 大雅堂 1948
- マルクス その青年時代 有斐閣 1950（大学講座叢書）

## 翻訳
- 勞賃 新たに發見されたマルクス經濟論の全骨子 マルクス 叢文閣 1927.11
- ドイツ古典哲学の進歩性 ハイネ 高沖陽造共訳　1933（改造文庫）
- ドイツ史 フランツ・メエリング 1936（改造文庫）
- ゲエテ研究 ブランデス ナウカ社 1936
- 勤労の新理念 ゲルハルト 栗田書店 1942（新世界観輯系）
- ドイツ社会文化史 フランツ・メーリング 大雅堂 1946
- ゲエテ研究 四分冊の第2 G.ブランデス くりはら・ゆう訳 刀江書院 1951
- カール・マルクス その生涯の歴史　フランツ・メーリング 大月書店 1953 「マルクス伝」国民文庫
- マルクス主義の源流 ゲーテからマルクスまで F.メーリング 徳間書店 1965
- エンゲルスの追憶 アウグスト・ベーベル他 大月書店 1971（国民文庫）
- カールとローザ ドイツ革命の断章 クララ・ツェトキン 大月書店 1975（国民文庫）
- キリスト教の起源 歴史的研究 カール・カウツキー 法政大学出版局 1975（叢書・ウニベルシタス）
- モールと将軍 マルクス=エンゲルスの回想 ドイツ社会主義統一党中央委員会付属マルクス=レーニン主義研究所編 大月書店 1976 (国民文庫)
- 中世の共産主義 カール・カウツキー 法政大学出版局 1980.7（叢書・ウニベルシタス）

## 参考
- 栗原佑先生略歴, 著作目録 経済学雑誌 1968-04
- 「中世の共産主義」訳者略歴